# XO-1b

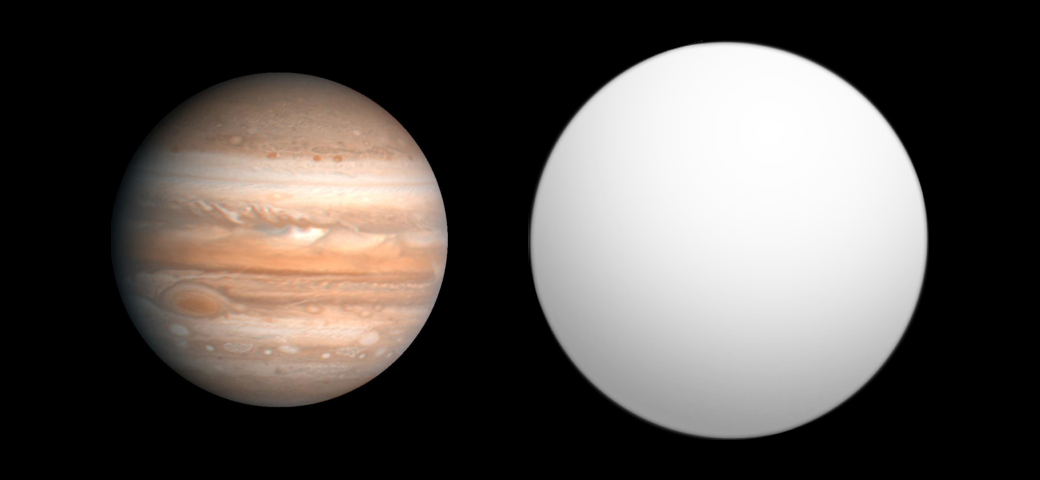
Comparação de tamanho de XO-1b com Júpiter.

XO-1b é um planeta extrassolar que está localizado a aproximadamente 560 anos-luz de  distância na constelação de Corona Borealis. O planeta foi descoberto ao orbitar a estrela anã amarela denominada XO-1 em 2006.